# Diaframma
Diaframma este o formație rock italiană, fondată în 1980 în Florența.

## Discografia

### Album studio
| Pubblicazione    | Titolo                              | Etichetta              | Note                                     | Formazione |
| ---------------- | ----------------------------------- | ---------------------- | ---------------------------------------- | --- |
| 5 dicembre 1984  | Siberia                             | I.R.A. Records         | Ora nel catalogo della Diaframma Records | Miro Sassolini, Federico Fiumani, Leandro Cicchi, Gianni Cicchi                                                                         |
| 22 ottobre 1986  | 3 volte lacrime                     | I.R.A. Records         | Ora nel catalogo della Diaframma Records | Miro Sassolini, Federico Fiumani, Leandro Braccini, Alessandro Raimondi                                                                 |
| 7 maggio 1988    | Boxe                                | Diaframma Records      |                                          | Miro Sassolini, Federico Fiumani, Leandro Braccini, Renzo Franchi                                                                       |
| 1990             | In perfetta solitudine              | Dischi Ricordi         |                                          | Federico Fiumani, Massimo Bandinelli, Fabio Provazza                                                                                    |
| 1992             | Anni luce                           | Abraxas                | Ora nel catalogo della Diaframma Records | Federico Fiumani, Valter Poli, Alessio Riccio                                                                                           |
| 1994             | Il ritorno dei desideri             | Contempo Records       | Ora nel catalogo della Diaframma Records | Federico Fiumani, Riccardo Onori, Vanni Bartolini, Marco Bachi, Gianni Maroccolo, Pino Gulli, Mara Redeghieri, Francesco Magnelli       |
| 1995             | Non è tardi                         | Abraxas                |                                          | Federico Fiumani, Riccardo Onori, Vanni Bartolini, Guido Melis, Alessio Riccio, Simone Giuliani, Lisa Kant                              |
| 1996             | Sesso e violenza                    | Abraxas Flying Records |                                          | Federico Fiumani, Marco Morandi, Guido Melis, Daniele Trambusti, Simone Giuliani                                                        |
| 4 novembre 1998  | Scenari immaginari                  | Diaframma Records      |                                          | Federico Fiumani, Guido Melis, Simone Giuliani, Daniele Trambusti, Lisa Kant                                                            |
| 29 dicembre 1999 | Coraggio da vendere                 | Diaframma Records      |                                          | Federico Fiumani, Riccardo Biliotti, Alessandro Gherardi, Daniele Trambusti                                                             |
| 8 ottobre 2001   | Il futuro sorride a quelli come noi | Diaframma Records      |                                          | Federico Fiumani, Riccardo Biliotti, Alessandro Gherardi, Alessandro Gerbi                                                              |
| 28 ottobre 2002  | I giorni dell'ira                   | Diaframma Records      |                                          | Federico Fiumani, Edoardo Daidone, Riccardo Biliotti, Alessandro Gerbi                                                                  |
| 19 marzo 2004    | Volume 13                           | Diaframma Records      |                                          | Federico Fiumani, Edoardo Daidone, Riccardo Biliotti, Daniele Trambusti, Fabrizio Massara                                               |
| 20 aprile 2007   | Camminando sul lato selvaggio       | Diaframma Records      |                                          | Federico Fiumani, Edoardo Daidone, Riccardo Biliotti, Lorenzo Moretto, Francesco Renzoni, Emilio Sapia, Alessandro Guasconi             |
| 24 aprile 2009   | Difficile da trovare                | Diaframma Records      |                                          | Federico Fiumani, Lorenzo Alderighi, Lorenzo Moretto, Fabio Marchiori                                                                   |
| 17 gennaio 2012  | Niente di serio                     | Diaframma Records      |                                          | Federico Fiumani, Luca Cantasano, Lorenzo Moretto, Gianluca De Rubertis                                                                 |
| 22 ottobre 2013  | Preso nel vortice                   | Diaframma Records      |                                          | Federico Fiumani, Luca Cantasano, Lorenzo Moretto, Gianluca De Rubertis, Marcello Michelotti, Max Collini, Alex Spalk, Enrico Gabrielli |

### EP e 45 giri
| Pubblicazione | Titolo            | Etichetta                       | Note               | Formazione                                                              |
| ------------- | ----------------- | ------------------------------- | ------------------ | ----------------------------------------------------------------------- |
| 1982          | Pioggia           | Italian Records                 |                    | Nicola Vannini, Federico Fiumani, Leandro Cicchi, Gianni Cicchi         |
| dicembre 1982 | Circuito chiuso   | Industrie Discografiche Lacerba | Insieme ai Pankow  | Nicola Vannini, Federico Fiumani, Leandro Cicchi, Gianni Cicchi         |
| 1983          | Altrove           | Contempo Records                |                    | Nicola Vannini, Federico Fiumani, Leandro Cicchi, Gianni Cicchi         |
| 1985          | Amsterdam         | I.R.A. Records                  | Insieme ai Litfiba | Miro Sassolini, Federico Fiumani, Leandro Cicchi, Gianni Cicchi         |
| 1986          | Io ho in mente te | I.R.A. Records                  |                    | Miro Sassolini, Federico Fiumani, Leandro Braccini, Alessandro Raimondi |
| 1989          | Gennaio           | Diaframma Records               |                    | Federico Fiumani, Massimo Bandinelli, Fabio Provazza                    |
| 2008          | Christmas gift 3  | Diaframma Records               | Solo online        | Formazioni diverse per ogni traccia, vedere la rispettiva voce          |

### Live
| Pubblicazione  | Titolo                 | Etichetta                                       | Note                                                                              | Formazione |
| -------------- | ---------------------- | ----------------------------------------------- | --------------------------------------------------------------------------------- | --- |
| 1992           | Live and unreleased    | Abraxas                                         | ora nel catalogo della Spittle Records                                            | Formazioni varie |
| 30 maggio 2000 | Live al Rototom        | Vitaminic                                       | Registrato live il 6 dicembre 1997 al Rototom di Spilimbergo, venduto solo online | Federico Fiumani, Riccardo Biliotti, Simone Giuliani, Alessandro Gerbi                                                              |
| dicembre 2002  | Live al Big Club, 1988 | Allegato al n° 8 della rivista Il Mucchio Extra | Registrato live il 7 novembre 1988                                                | Miro Sassolini, Federico Fiumani, Leandro Braccini, Fabio Provazza                                                                  |
| 24 maggio 2011 | Live 09-04-2011        | Diaframma Records                               | Registrato al Viper Theatre di Firenze                                            | Federico Fiumani, Luca Cantasano, Lorenzo Moretto, Francesco Renzoni + ospiti Marcello Michelotti, Miro Sassolini e Andrea Chimenti |